# Abu al-Hasan Abu Hasun Ali ben Muhammad
Abû al-Hassan Abû Hassûn `Alî ben Muhammad, Abû Hassûn `Alî ou Bou Hassoun, ne régna pas mais intervint à deux reprises, en 1526 et en 1554, dans l'histoire de la famille des Banû Wattas.

## Biographie
Frère de Mohammed al-Burtuqâlî. Il conteste la prise du pouvoir par son neveu Abû al-`Abbâs Ahmed. Il essaye vainement d'appeler à résister aux Saadiens en faisant même appel à l'aide des Européens (1526).
En 1550, les Saadiens prennent Fès. Appuyé par les Ottomans, Abû Hassûn `Alî reprend la ville en janvier 1554, mais la restauration du sultanat wattasside est éphémère car Bou Hassoun est finalement tué au cours de la bataille de Tadla, en septembre de la même année — « traitreusement d'un coup de lance dans le dos », selon Ernest Mercier, par « un partisan dévoué du cherif, qui s'était introduit auprès du roi de Fès ». Les derniers Wattassides meurent lors d'une rencontre avec un navire chrétien, alors qu’ils s'éloignaient vers l'Espagne.